# Kolisnyky (rejon niżyński)
Kolisnyky (ukr. Колісники) – wieś na Ukrainie, w obwodzie czernihowskim, w rejonie niżyńskim, w hromadzie Wertijiwka. W 2001 liczyła 530 mieszkańców, spośród których 513 wskazało jako ojczysty język ukraiński, 16 rosyjski, a 1 białoruski.